# 역삼동

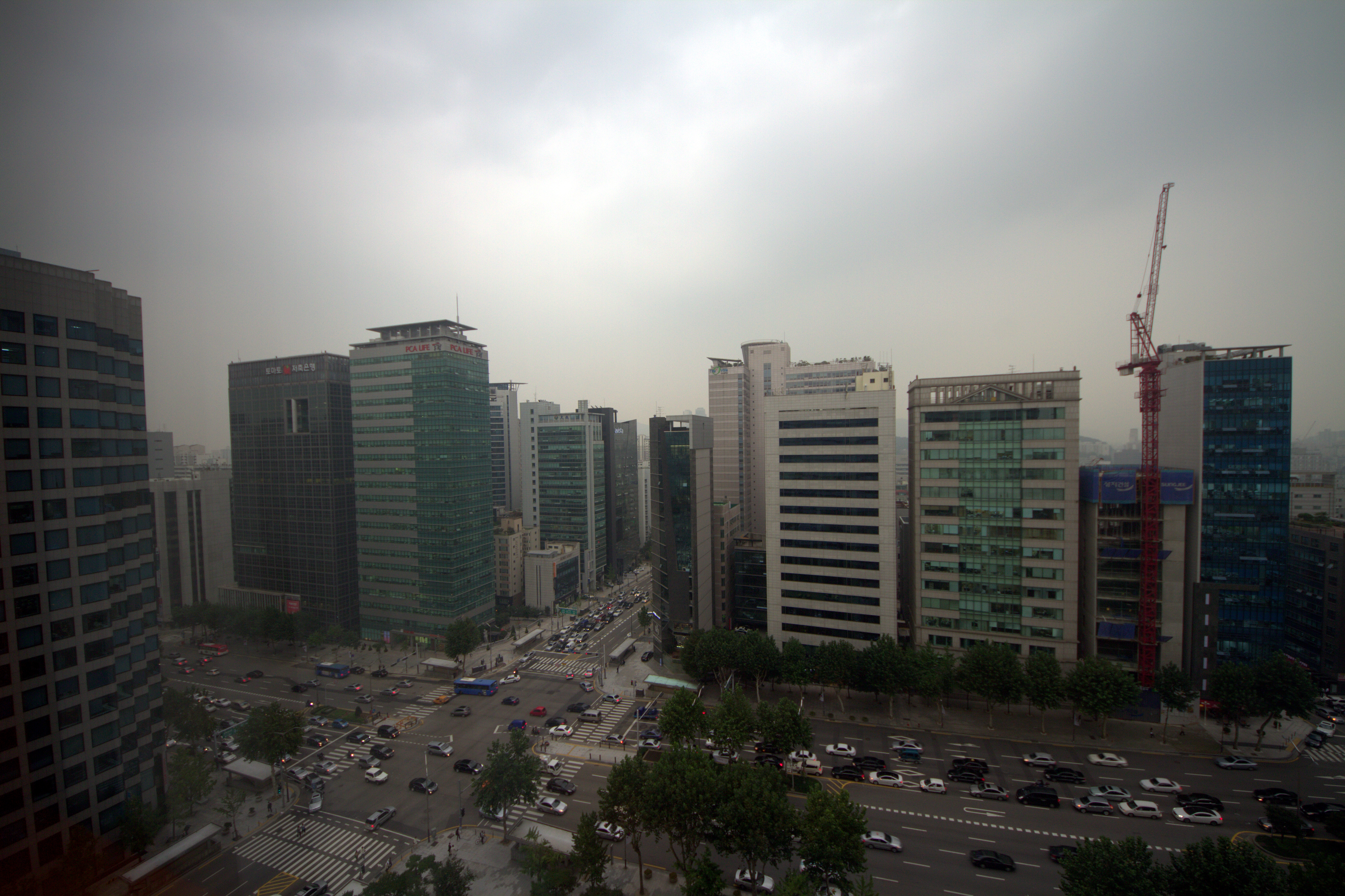
역삼동 전경

역삼동(驛三洞)은 대한민국 서울특별시 강남구에 있는 법정동이다.

## 개요
역삼동 동명의 유래는 조선시대 역촌이었던 말죽거리, 윗방아다리, 아랫방아다리 세마을을 합쳐 역 ‘삼라리’라 한데서 붙여진 이름이다. 1977년 도곡동사무소에서 역삼동사무소가 분동되어 신설되었다. 1980년 4월 1일에는 역삼동이 역삼1동과 역삼2동으로 분동되어 현재에 이른다.
역삼동은 벤처기업의 요람지인 테헤란밸리를 중심으로 다가구 및 일반주택지로만 형성된 동이며, 3개의 역세권(선릉역, 역삼역, 강남역) 주변에 대형 업무용 빌딩 숲을 형성하여 유동 인구가 20만여에 달할 정도로 강남의 중심업무지구이다.

## 행정 구역
| 법정동 | 행정동  |
| ------ | ------- |
| 역삼동 | 역삼1동 |
| 역삼동 | 역삼2동 |

## 교육

### 역삼1동
- 서울역삼초등학교

### 역삼2동
- 서울도성초등학교
- 역삼중학교
- 진선여자중학교
- 진선여자고등학교

## 교통
- 서울 지하철 2호선
  - 선릉역 -- 역삼역 -- 강남역
- 수도권 전철 수인·분당선
  - 선릉역 -- 선정릉역

## 아파트
| 단지명              | 건설사              | 시행사                                 | 주소                   | 입주        | 비고                     |
| ------------------- | ------------------- | -------------------------------------- | ---------------------- | ----------- | ------------------------ |
| 역삼 래미안         | 삼성물산㈜ 건설부문 | 영동1단지 재건축조합                   | 강남구 선릉로69길 19   | 2005년 10월 | 영동주공 1단지 재건축    |
| 개나리 래미안       | 삼성물산㈜ 건설부문 | 개나리1차아파트 재건축조합             | 강남구 역삼로 306      | 2006년 8월  | 개나리 1차 재건축        |
| 역삼 래미안펜타빌   | 삼성물산㈜ 건설부문 | 개나리2차(고층)아파트 재건축조합       | 강남구 역삼로 309      | 2007년 11월 | 개나리 2차 (고층) 재건축 |
| 래미안 그레이튼 2차 | 삼성물산㈜ 건설부문 | 진달래아파트 제2차 재건축정비사업조합  | 강남구 도곡로43길 21   | 2010년 6월  | 진달래 2차 재건축        |
| 래미안 그레이튼 3차 | 삼성물산㈜ 건설부문 | 진달래아파트 제3차 재건축정비사업조합  | 강남구 도곡로43길 20   | 2009년 12월 | 진달래 3차 재건축        |
| 역삼 아이파크       | 현대산업개발        | 개나리2차(저층)아파트 재건축조합       | 강남구 역삼로 307      | 2006년 9월  | 개나리 2차(저층) 재건축  |
| 역삼 2차 아이파크   | 현대산업개발        | 신도곡아파트 재건축조합                | 강남구 도곡로57길 12   | 2008년 12월 |                          |
| 테헤란 아이파크     | 현대산업개발        | 성보아파트 주택재건축정비사업조합      | 강남구 테헤란로52길 16 | 2014년 1월  |                          |
| 강남센트럴 아이파크 | 현대산업개발        | 개나리4차아파트 주택재건축정비사업조합 | 강남구 테헤란로44길 26 | 2022년 4월  | 개나리 4차 재건축        |
| 역삼 푸르지오       | 대우건설            | 영동주공 3단지 재건축조합              | 강남구 언주로 332      | 2006년 1월  | 영동주공 3단지 재건축    |
| 개나리 푸르지오     | 대우건설            | 개나리3차아파트 재건축조합             | 강남구 역삼로 314      | 2006년 8월  | 개나리 3차 재건축        |
| e편한세상 역삼      | 대림산업            | 영동2단지 재건축조합                   | 강남구 선릉로69길 20   | 2005년 12월 | 영동주공 2단지 재건축    |